# Zero Hour (Album)
Zero Hour ist das vierte Studioalbum der belgischen Heavy-Metal-/Hard-Rock-Band Diablo Blvd. Es wurde am 22. September 2017 über Nuclear Blast veröffentlicht.

## Entstehung
Nach der Wiederveröffentlichung des Albums Follow the Deadlights durch Nuclear Blast im Jahre 2015 stieg der Bassist Tim Bekaert aus und wurde durch Jan Rammeloo ersetzt. Zuvor spielte Rammeloo in der Band Bliksem. Während bei den vorherigen Alben der Gitarrist Andries Beckers und der ehemalige Bassist Tim Bekaert für die Musik zuständig waren, wurde Zero Hour von der Band in Zusammenarbeit geschrieben. Bei dem Lied You Are All You Love stand zunächst der Text, bevor die Musik hinzugefügt wurde. Beeinflusst wurden die Musiker dabei von belgischen Bands wie Front 242 oder The Neon Judgement. Darüber hinaus zeigte sich die Band von Musikrichtungen wie New Wave oder New Romantics beeinflusst.
Ursprünglich waren die Musiker bereits im September 2016 mit den Aufnahmen fertig und die Veröffentlichung sollte dann im Februar 2017 folgen. Allerdings kam es zu Verzögerungen, die die Band dazu nutzte, das vorhandene Material noch etwas zu bearbeiten. Produziert wurde Zero Hour von Dag Taeldeman, der laut Sänger Alex Agnew nicht aus der Welt des Heavy Metals kommt und daher eine frische Sichtweise hatte. Das mischen übernahm Jay Ruston, während Paul Logus für das Mastering zuständig war. Toningenieur war Staf Verbeke, der auf Empfehlung von Dag Taeldeman verpflichtet wurde. Das Albumcover wurde von der norwegischen Künstlerin Hedi Xandt entworfen. Musikvideos wurden für die Lieder Animal, Sing from the Gallows, Summer Has Gone, The Future Will Do What It’s Told und The Song Is Over gedreht.

## Hintergrund
Mit dem Albumtitel will die Band ausdrücken, dass sich die Menschen nicht mehr länger hinter einer Schutzmauer vor dem verstecken können, was auf der Welt passiert. Das Albumcover zeigt eine Skulptur, die von innen heraus brennt. Die ersten beiden Titel Animal und Sing from the Gallows beschäftigen sich mit gegenwärtigen politischen und religiösen Themen sowie mit der Massenmanipulation. Die für die beiden Lieder gedrehten Musikvideos ergeben zusammen eine Geschichte, daher wurden beide Videos zeitgleich veröffentlicht.

„Politiker, religiöse Organisationen und die Medien waren vielleicht immer korrupt. Aber es wird schwieriger für sie, dies zu verheimlichen. Heute versuchen sie gar nicht mehr, dies zu verheimlichen und zählen dabei auf die Apathie der Massen.“

Das Lied Animal wurde unmittelbar nach den Terroranschlägen in Brüssel am 22. März 2016 geschrieben. Laut Sänger Alex Agnew würden Terrororganisationen wie der Islamische Staat die schlimmsten Seiten der Menschheit hervorbringen, mit der Folge, dass die Menschen Populisten wie Donald Trump wählen.

## Rezeption
Dave Griffith vom australischen Onlinemagazin Heavymag bezeichnete Zero Hour als „Überraschungshit des Jahres 2017“, weil das Album „von Nirgendwo herkam und zum sofortigen Klassiker wurde“. Griffith vergab fünf von fünf Sternen. Katrin Riedl vom deutschen Magazin Metal Hammer schrieb, dass die Grooves und die krachenden Riffs geblieben sind. Allerdings bemängelte sie, dass manche Stücke hinter ihren Möglichkeiten zurückbleiben würden. Riedl vergab fünf von sieben Punkten.
Zero Hour stieg auf Platz drei der belgisch-flämischen Albumcharts ein. Das deutsche Onlinemagazin laut.de führte Zero Hour auf Platz 20 in ihrer Liste der besten Metal-Alben des Jahres 2017. Das Lied Sing from the Gallows wurde bei den Metal Hammer Awards 2018 in der Kategorie Metal Anthem nominiert.